# دامنه بین چارکی

نمایش دامنه بین چارکی در توزیع نرمال به کمک نمودار جعبه‌ای

در آمار توصیفی دامنه بین چارکی (به انگلیسی: Interquartile range) ((به اختصار IQR)) یکی از سنجش‌های پراکندگی است که برابر با فاصله بین چارک اول و سوم است.